# Особая кавалерийская бригада им. Сталина (СССР)
Особая кавалерийская бригада им. Сталина, воинское соединение Вооружённых Сил СССР. Создана в Москве на базе Отдельной кавалерийской бригады Московского военного округа РККА в феврале 1924 года. Участия в боевых действиях не принимала.

## История
Приказом РВС СССР № 240 от 18 февраля 1924 года Отдельная кавалерийская бригада Московского военного округа переименована в 1-ю Особую кавалерийскую бригаду. Первым командиром был назначен И. В. Тюленев, который после окончания Военной академии РККА в октябре 1922 года был назначен командиром Отдельной кавалерийской бригады в Московском военном округе, в которой служил до июля 1924 года. 13 мая 1930 года 1-я Особая кавалерийская бригада и 21-й конно-артиллерийский дивизион награждены орденом Красного Знамени. 27 февраля 1935 года в связи с пятнадцатилетием 1-й Конной армии 1-я Особая кавалерийская бригада награждена орденом Ленина. В ноябре 1935 года переименована в Особую кавалерийскую Краснознаменную Ордена Ленина дивизию им. Сталина.

## Состав
- 61-й кавалерийский полк (с марта 1931 г. в 61-м кавалерийском полку в 1-й особой кав. бригаде им. И. В. Сталина командиром кав. взвода служил Александр Ильич Родимцев)
- 62-й кавалерийский полк
- 63-й кавалерийский полк (с февраля 1933 г. в 63-м кавалерийском полку в 1-й особой кав. бригаде командиром и комиссаром 63-го кав. полка служил Матвей Алексеевич Усенко)
- 21-й конно-артиллерийский дивизион